# DSA-364
La DSA-364 es una carretera perteneciente a la Red Secundaria de la Diputación Provincial de Salamanca que une la localidad de Martiago con la carretera  DSA-362 .
Además, también pasa por la localidad de Cespedosa de Agadones.

## Origen y Destino
La carretera  DSA-364  tiene su origen en Martiago en la intersección con la carretera  DSA-359  y termina en la intersección con la carretera  DSA-362  en El Sahugo formando parte de la Red de carreteras de Salamanca.